# Italiens MotoGP 2009
Italiens MotoGP 2009 kördes den 31 maj på Autodromo Internazionale del Mugello.

## MotoGP

### Slutresultat
| Plats | Förare           | Märke    | Grid | Kvaltid  |
| ----- | ---------------- | -------- | ---- | -------- |
| 1     | Casey Stoner     | Ducati   | 2    | 1.49,008 |
| 2     | Jorge Lorenzo    | Yamaha   | 1    | 1.48,987 |
| 3     | Valentino Rossi  | Yamaha   | 4    | 1.49,148 |
| 4     | Andrea Dovizioso | Honda    | 7    | 1.49,648 |
| 5     | Loris Capirossi  | Suzuki   | 3    | 1.49,121 |
| 6     | Colin Edwards    | Yamaha   | 6    | 1.49,547 |
| 7     | James Toseland   | Yamaha   | 14   | 1.50,537 |
| 8     | Randy de Puniet  | Honda    | 5    | 1.49,499 |
| 9     | Niccolò Canepa   | Ducati   | 13   | 1.50,528 |
| 10    | Chris Vermeulen  | Suzuki   | 11   | 1.50,405 |
| 11    | Marco Melandri   | Kawasaki | 15   | 1.50,710 |
| 12    | Nicky Hayden     | Ducati   | 16   | 1.50,924 |
| 13    | Mika Kallio      | Ducati   | 17   | 1.51,008 |
| 14    | Toni Elías       | Honda    | 9    | 1.50,078 |
| 15    | Alex de Angelis  | Honda    | 12   | 1.50,448 |
| 16    | Dani Pedrosa     | Honda    | 8    | 1.50,073 |
| 17    | Yuki Takahashi   | Honda    | 10   | 1.50,305 |